# Теплолечение
Теплолече́ние — метод физиотерапии, заключающийся в дозированном воздействии тепла на организм пациента.
Для теплолечения используют нагретые озокерит (см. озокеритотерапия), парафин (см. парафинотерапия), соль, песок, бишофит (см. бишофитотерапия), а также водные или электрические грелки, электролампы, синюю лампу, Соллюкс. Обычно тепло действует на ткани так, что универсально усиливает микроциркуляцию крови через механизмы вазодилатации, увеличивая обмен веществ в тканях. Тем не менее, при сахарном диабете реакция на нагрев может идти слабее.
В физиологии предполагается, что тепло увеличивает проницаемость кожи для лечебных веществ, обладает рассасывающим и противовоспалительным действием.